# مصالح آکوستیکی
مصالح آکوستیکی مصالحی هستند که به منظور مقابله و تعدیل سرو صدای مزاحم در ساختمان به کار می‌روند. در انتخاب مصالح به منظور کنترل سر و صدا، طراح ساختمان دو جنبه متفاوت صوت را باید در نظر گرفت:اول جذب صوت و بعد انتقال آن. مصالحی که جاذب سروصدا هستند ممکن است به آسانی صدا از محلی به محل دیگر عبور دهند و مصالحی که در برابر عبور صوت از میان دیوارها و سقف پایداری می‌کنند، می‌توانند موجب ایجاد پدیده هی آزار دهنده انعکاس و پژواک شوند.

## انواع اصلی مصالح آکوستیکی
1. عایق‌های صوتی سربی
2. کاشی‌ها و صفحات ساخته شده از فیبرهای سلولزی
3. کاشی‌های ساخته شده از فیبرهای معدنی
4. تایل‌های ساخته شده از فیبرهای معدنی
5. کاشی‌های فلزی سوراخ دار

## عایق‌های صوتی سربی
مهم‌ترین ویژگی یک عایق صوتی مناسب، زیاد بودن وزن ویژه، نرمی طبیعی، ظرفیت بالای کاهش سروصدا و غیرقابل نفوذ بودن است. زیادی وزن از این نظر حائز اهمیت است که باعث کاهش شدت ارتعاشات صوتی می‌شود. نرمی ورق سرب کاهش ارتعاشاتی می‌شود که در سایر  مصالح آکوستیکی عادی است.
موانع سربی به ویژه روی پارتیشن‌هایی که در مجاورت سقف‌های کاذب آویخته، قرار می‌گیرند مؤثرند. برگه‌های سربی را می‌توان در بسیاری از تیغه‌های نازک مصرف کرد تا بدون افزایش حجم، عبور صدا را کاهش دهند. این متده را می‌توان به راحتی، با چسب الاستومری روی سایر مصالح نصب نمود تا بدون افزایش سختی وزن آن‌ها اضافه شود.

## کاشی‌ها و صفحات ساخته شده از فیبرهای سلولزی
کاشی‌های سلولزی معمولاً از باگاس ساخته می‌شوند. تایل‌های الیاف نیشکر از قدیمی‌ترین و معمولاً از ارزان‌ترین نوع آکوستیک تایل هستند،فیبرها را زیر فشار قرار می‌دهند و به صورت تخته‌هایی در می‌آورند به نحوی که بین الیاف، فضاهای تنگی به وجود آید. تایل‌های فیبر نیشکر را معمولاً سوراخ دار می‌سازند تا صدا بتواند به حفره‌های بین الیاف برسد، این موضوع باعث بهبود کیفیت جذب صوت می‌شود.
تنوع در بافت و ظاهر تایل با ایجاد تنوع در نقش و نحوه استقرار سوراخ‌ها و سطح تایل به دست می‌آید.
تایل‌های فیبر نیشکر در اثر جذب رطوبت دچار تغییر ابعاد و کاهش مقاومت می‌شوند، گرچه در برابر آتش مقاومند ولی ضد آتش نیستند. این تایل‌ها معمولاً دارای لبه‌های یخ بوده و در کارخانه پوشش داده می‌شوند و ابعاد آن‌ها ۳۰۰*۳۰۰ تا ۶۰۰*۶۰۰ میلی‌متر مربع است.

## اندودهای آکوستیکی
اندودهای آکوستیکی دو نوع هستند:
- اندودهای گچی با دانه‌های سبک مانند پرلیت و ورمیکولیت منبسط
- اندودهای مشتمل بر فیبرهای معدنی به همراه چسب.

اندودهای گچ و پرلیت آماده بسته‌بندی شده را با آب مخلوط می‌کنند و روی سطوح صاف زیرسازی که ممکن است بتنی، سیمانی، گچی یا فولادی باشد، می‌کشند یا با ماشین بر روی آن‌ها می‌پاشند. اندودهای ماله‌ای در دو قشر آستر به ضخامت حدود ۱۰ میلی‌متر و رویه به ضخامت حدود ۳ میلی‌متر اجرا می‌شوند و اندودهای ماشینی در دو، سه یا چهار قشر نازک پاشیده می‌شوند به قسمی که مجموع ضخامت به حدود ۱۲ میلی‌متر برسد.
به موجب آزمایش‌های انجام شده ضریب کاهش سر و صدا برای اندود ۱۲ میلیمتری دستی حدود ۶۵٪ و برای اندود ۲۵ میلیمتری از همین نوع ۷۵٪ و برای اندود ماشینی به ضخامت ۱۲ میلی‌متر حدود ۵۵٪ است.
اندودهای فیبری از پنبه کوهی یا پشم معدنی و یک چسب معدنی ساخته می‌شوند. در کشورهای صنعتی این اندودها به صورت آماده و بسته‌بندی شده عرضه می‌شود. نخست سطح مورد نظر را با قشر ضخیمی از چسب آغشته می‌کنند و سپس فیبر را روی آن می‌پاشند. اندودهای به ضخامت بیش از ۱۲ میلی‌متر دست کم در دو قشر باید انجام شوند و قشر رویه را می‌توان با سیلر و به صورت رنگی نیز اجرا کرد.
اخیراً در بسیاری از کشورها محدودیت‌هایی برای مصرف پنبه کوهی به ویژه در اندودکاری اعمال شده‌است، ضریب کاهش سرو صدا در اندودهای آکوستیکی متفاوت است و بستگی به ضخامت اندود و زیرسازی آن دارد. این ضریب برای اندودهای رنگ نشده به ضخامت ۱۸ میلی‌متر بر روی زیرسازی سخت از ۶۰٪ تا ۷۰٪ و بر روی زیرسازی فلزی ۸۰٪ تا ۹۰٪ است، در حالی که ضریب اندود اخیر هنگامی که رنگ آمیزی شود به ۸۵٪ کاهش می‌یابد.

## ویژگی هاو حداقل حدود قابل قبول
مصالح آکوستیکی باید از نظر شکل ظاهری یک نواخت، بدون عیب و عاری از مواد سست و کم دوام و مضر باشند تا در اثر عوامل محیطی خراب نشوند یا مورد حمله میکروارگانیسم‌ها و حشرات قرار نگیرند و به استحکام و کیفیت آن‌ها لطمه وارد نشود.
تاب فشاری، برشی و کششی، وزن ویژه، جذب آب، تخلخل، پایداری در برابر هوازدگی، بخار آب و حمله موجودات زنده، ویژگی‌های آکوستیکی و قابلیت حمل مصالح آکوستیکی که در معرض عوامل گوناگون قرار می‌گیرند باید با استانداردهای مربوط سازگار باشد.